# Rango (film, 2011)
Cet article concerne le film de Gore Verbinski. Pour le film d'Ernest B. Schoedsack, voir Rango.
Pour les articles homonymes, voir Rango.
Pour plus de détails, voir Fiche technique et Distribution.
Rango est un film d'animation américano-britannique réalisé par Gore Verbinski et sorti en 2011. Animé en images de synthèse, c'est une parodie de western dont le personnage principal est un caméléon anthropomorphe.
Le film est un succès critique et commercial. Lors des Oscars 2012, il obtient l'Oscar du meilleur film d'animation, d'habitude souvent attribué à des films Disney ou Pixar.

## Synopsis
Quatre hiboux mariachis racontent l'histoire de Rango, sur fond de musique mexicaine.
Un caméléon domestique sans nom fan de théâtre, metteur en scène et improvisateur vit dans un terrarium, persuadé d'être un héros, mais un accident de voiture le projette brusquement dans la réalité, en plein désert de Mojave. Après avoir rencontré le responsable de l'accident, un vieux tatou qui cherchait simplement à traverser la route, il s'enfonce dans le désert à la recherche d'une ville où le tatou lui a conseillé d'aller. Sur le chemin, il échappe de peu à l'attaque d'une buse, et après avoir passé la nuit dans une sortie d'égout, il rencontre Fève (Bean en VO), une lézarde qui le mène dans une petite ville du Far West desséchée appelée Poussière (Dirt en VO), où une petite fille du nom de Priscilla lui dit qu'ici « les étrangers n'ont pas le temps de vieillir », en pleine crise d'eau. Celle-ci est peuplée de créatures diverses vêtues comme des personnages d'un western spaghetti. Le caméléon, pour se fondre dans le décor, déclare s'appeler Rango, une légende du désert, et, grâce à son imagination et son jeu d'acteur, prétend qu'il est un homme de loi et conte des péripéties inventées de toutes pièces. Il s'attire ainsi le respect de tous, sauf de Bad Bill, un varan, et de sa bande, qui s'apprête à le provoquer en duel quand la buse réapparaît. Avec sa chance et sa maladresse, Rango tue la buse d'une seule balle de revolver qui provoque la chute d'un château d'eau vide. Rango reçoit alors l'approbation du maire John la tortue, qui le nomme shérif.
Rapidement, Fève demande à Rango d'enquêter sur la pénurie d'eau qui assèche la ville. Quand les dernières réserves contenues dans une énorme bouteille sont dérobées, Rango part avec plusieurs habitants à la poursuite des voleurs, menés par Balthazar, une taupe aveugle et de ses deux fils à la tête d'une communauté du désert, qui serait aussi suspectée d'avoir noyé le banquier. Avant de partir, toutefois, Rango promet à Priscilla de ramener l'eau. Mais au terme d'une course-poursuite, ils découvrent tous, autant Rango, son groupe et la communauté du désert, que la bouteille est vide. L'un des deux fils dit que la bouteille avait déjà été volée quand eux ont essayé et qu'il l'avait retrouvée en plein désert. Rango et les autres reviennent à Poussière avec Balthazar et les deux fils comme prisonniers.
Rango et Fève découvrent que le maire essaie d'acheter tous les terrains des environs, et que seule Fève n'a pas encore vendu le sien. Quand le maire voit que Rango, après que ce dernier a repéré des traces de terre humide sur les chaussures de ses hommes lors d'une partie de golf, le suspecte d'être à l'origine de l'assèchement à la suite d'une phrase qu'il lui avait précédemment dite, à savoir : "celui qui contrôle l'eau, contrôle tout ce qui dépend d'elle", il envoie Bill appeler Jack la morsure, un crotale hors-la-loi, qui a éliminé tous les autres shérifs par le passé. Il fait fuir Rango en le poussant à avouer son imposture.
Perdu et déshydraté à force de marcher dans le désert, Rango a une vision de l'Esprit de l'Ouest, un cowboy qui lui dit que « personne ne peut sortir de sa propre histoire », ce que Rango disait aussi lorsqu'il était encore dans son terrarium, et c'est avec l'aide de Roadkill, le tatou rencontré dans le désert, que Rango découvre que l'eau de Poussière et du désert a été détournée pour irriguer les terres de Las Vegas, mais que quelqu'un a fermé l'une des vannes qui donnait encore de quoi irriguer les terres alentour et découvre sur les lieux des traces de chaussures avec de la terre humide. Comprenant que c'est le maire qui tire les ficelles depuis le début, faisant croire que c'était la communauté du désert et qu'il avait ordonné à ses hommes de fermer les vannes, il décide alors de retourner à Poussière et met au point un plan avec la communauté du désert pour libérer au passage les prisonniers et mettre à mal le plan du maire : construire une ville sur le modèle de Las Vegas sur les terrains achetés. Le maire ayant vécu les débuts de la ville, ce dernier n'a jamais aimé le fait que la ville en soit restée à l'époque du western et pense qu'il faut se concentrer sur l'avenir, quitte à faire souffrir les habitants au passage.
Dans la ville, Rango provoque Jack en duel, le temps que les taupes de la colline rouvrent la vanne. Le maire prend alors Fève en otage qui se fait bâillonner, forçant Rango à se rendre, se faisant Fève ligoté et Rango se font enfermer dans le coffre en verre de la banque qui se remplit d'eau. Mais quand John la tortue s'apprête à abattre Jack avec le revolver de Rango, qu'il considère désormais d'une autre époque, Rango utilise la seule balle de son révolver mais en voulant embrasser Rango, Féve avale la dernière balle du révolver qu'il avait cachée alors à l'aide des cordes qui ont servi pour attacher Féve. Il réussit à faire sortir la balle et à briser le verre et inonder les lieux. Jack, voyant en Rango un adversaire honorable qui lui a sauvé la vie, quitte la ville en emportant avec lui le maire déchu. Rango est désormais le héros de la ville, de nouveau arrosée d'eau, aux côtés de Fève et de Priscilla.

## Fiche technique
- Titre original et français : Rango
- Réalisation : Gore Verbinski
- Scénario : John Logan, d’après une histoire originale de Gore Verbinski, John Logan et James Ward Byrkit
- Musique : Hans Zimmer
- Photographie : Roger Deakins
- Décors : Mark McCreery
- Montage : Craig Wood
- Animation : Industrial Light & Magic
- Sociétés de production : Nickelodeon Movies, Blind Wink Productions et GK Films
- Société de distribution : Paramount Pictures
- Budget : 135 millions de dollars[2]
- Pays de production :  États-Unis,  Royaume-Uni
- Langue originale : anglais américain
- Format : couleur
- Genre : animation, comédie, western, aventures
- Durée : 107 minutes
- Dates de sortie[3] :
  - Belgique : 2 mars 2011
  - États-Unis : 4 mars 2011
  - France : 23 mars 2011
  - Suisse romande : 6 avril 2011

## Distribution

### Voix originales
- Johnny Depp : Rango
- Isla Fisher : Beans
- Abigail Breslin : Priscilla
- Ned Beatty : Tortoise John, le maire
- Alfred Molina : Roadkill
- Bill Nighy : Rattlesnake Jake
- Harry Dean Stanton  : Balthazar
- Ray Winstone  : Bad Bill
- Timothy Olyphant : L'Esprit de l'ouest
- Stephen Root : Doc, Merrimack et M. Snuggles
- Claudia Black : Angélique
- Blake Clark : Buford
- John Cothran : Elgin
- George DelHoyo : Señor Flan, le Mariachi à l'accordéon
- Vincent Kartheiser  : Ezekiel
- Alex Manugian : Spoons
- Gil Birmingham : Theodore « Teddy » Grank alias « Wounded Bird »
- Ian Abercrombie : Ambrose
- Lew Temple : Furgus
- Beth Grant : Bonnie
- Maile Flanagan (en) : Boo
- Nika Futterman : Akiano
- Alanna Ubach : Fresca
- James Ward Byrkit : Waffles
- John Cothran Jr. : Elgin
- Chris Parson : Kinski
- Ryan Hurst : Jedidiah

### Voix françaises
- Bruno Choël: Rango
- Adeline Moreau: Fève
- Charlotte Piazza : Priscilla
- Vincent Grass : Tortoise John, le maire
- Féodor Atkine : Œil de pierre
- Jean Barney : Jack la morsure
- José Luccioni : Balthazar
- Marc Alfos : Bad Bill
- Hervé Jolly : L'Esprit de l'ouest
- Michel Elias : Doc
- Gérard Surugue : Merrimack
- ? : M. Snuggles
- Ethel Houbiers: Angélique
- Benoît Allemane : Buford
- Emmanuel Jacomy : Elgin
- Julien Kramer : Señor Flan, le Mariachi à l'accordéon
- Jonathan Amram : Ezekiel
- Jean-Claude Donda : Spoons
- Michel Vigné : Theodore « Teddy » Grank alias « Wounded Bird »
- Bernard Alane : Ambrose

 Source et légende : version française (VF) sur RS Doublage et selon le carton du doublage français sur le DVD zone 2.

### Voix québécoises
- Gilbert Lachance : Rango
- Karine Vanasse : Fève
- Ludivine Reding : Priscilla
- Jean-Luc Montminy : Tortoise John, le maire
- Manuel Tadros : Œil de pierre
- Marc-André Bélanger : Jack la morsure
- Daniel Picard : Balthazar
- Sylvain Hétu : Bad Bill
- François Trudel : L'Esprit de l'ouest
- Frédéric Desager : Ambrose

## Production
L'idée du film vient d'une simple discussion autour d'un repas entre le réalisateur Gore Verbinski, son ami David Shannon et le producteur John B. Carls. En 2003, Gore Verbinski écrit une dizaine de pages de notes puis délaisse le projet, pour tourner Pirates des Caraïbes : Le Secret du coffre maudit (2006) et Pirates des Caraïbes : Jusqu'au bout du monde (2007). Environ quatre ans plus tard, il retombe sur ses notes et invite un peu moins d'une dizaine d'artistes dans une maison pour travailler sur le projet pendant environ seize mois, durant lesquelles ils ont travaillé sur l'histoire et fait des sketches de personnages et des scènes. Sur ces sketches, ils ont enregistrés eux-mêmes la voix des personnages afin de ce donner une idée du projet et de le présenter à des studios,.
Pour la conception des personnages le mot d'ordre était « la symétrie n'est pas votre amie ». Pour l'animation, Le réalisateur collabore avec la société d'effets spéciaux Industrial Light & Magic, qui n'avait travaillé sur un tel projet. Superviseur pour ILM, John Knoll explique que son équipe était initialement réticente : « J’adore le cinéma d’animation, mais je dois dire qu’on était un peu sceptiques. Et puis, on a vu les dessins magnifiques des personnages et des décors, et on a accepté. On y a décelé tout le potentiel qu’on pouvait en tirer," raconte John Knoll, le superviseur des effets visuels. »
Contrairement à la façon de faire des autres œuvres d'animation, les comédiens n'ont pas enregistrés leurs lignes dans une pièce dans laquelle ils étaient derrière un micro, mais ils ont joué les scènes comme un film en prise de vues réelles,. Gore Verbinski explique que l'animation n'est pas un genre mais une technique pour raconter une histoire, et que la réponse d'un acteur à un autre était une chose importante. Les comédiens ont porté des costumes et des plateaux ont été montés. Johnny Depp, qui retrouve Verbinski, n'avait que vingt jours pour interpréter Rango. L'équipe du film a dû gérer le reste de la distribution par rapport à ce délai.
Gore Verbinski explique que sa volonté avec Rango était de faire un petit film après les trois blockbusters Pirates des Caraïbes, mais qu'il a sous-estimé à quel point le cinéma d'animation est laborieux et chronophage,.

## Bande originale
La musique du film est composée par Hans Zimmer, collaborateur régulier du réalisateur.
| 1.    | Welcome Amigo                                                                              | - Gore Verbinski - James Ward Byrkit - Kenneth Karman - Rick Garcia              | Garcia                                           | 1:06 |
| 2.    | Rango Suite                                                                                | Hans Zimmer                                                                      | Zimmer                                           | 5:57 |
| 3.    | Certain Demise                                                                             | Heitor Pereira                                                                   | Zimmer                                           | 0:24 |
| 4.    | Medley – It's A Metaphore / Forkboy                                                        | - Zimmer - Jello Biafra - Paul Barker - Al Jourgensen - Jeff Ward - Bill Rieflin | - Zimmer - Lard                                  | 0:43 |
| 5.    | Welcome to Dirt                                                                            | Zimmer                                                                           | Zimmer                                           | 0:58 |
| 6.    | Name's Rango                                                                               | Zimmer                                                                           | Zimmer                                           | 1:31 |
| 7.    | Lizard For Lunch                                                                           | Zimmer                                                                           | - José Hernández - Anthony Zuniga - Robert Lopez | 1:26 |
| 8.    | Stuck In Guacamole                                                                         | Pereira                                                                          | Zimmer                                           | 0:21 |
| 9.    | Underground                                                                                | - David Thum - John Thum                                                         | Zimmer                                           | 3:18 |
| 10.   | We Ride, Really!                                                                           | Zimmer                                                                           | Zimmer                                           | 0:50 |
| 11.   | Rango And Beans                                                                            | Zimmer                                                                           | Zimmer                                           | 1:04 |
| 12.   | Medley – Bats / Rango Theme / Ride Of The Valkryies / An Der Schonen Blauen Donau, OP. 314 | - Zimmer - David - John - Richard Wagner - Johann Strauss II                     | Zimmer                                           | 4:28 |
| 13.   | The Bank's Been Robbed                                                                     | - Verbinski - Byrkit - Karman - Garcia                                           | Rick Garcia                                      | 0:22 |
| 14.   | Rango Returns                                                                              | Zimmer                                                                           | Zimmer                                           | 1:16 |
| 15.   | La Muerte A Llegado                                                                        | - Verbinski - Byrkit - Karman - Garcia                                           | - Garcia - George DelHoyo                        | 0:44 |
| 16.   | It's A Miracle                                                                             | Zimmer                                                                           | Zimmer                                           | 1:57 |
| 17.   | El Canelo                                                                                  | Traditionnel                                                                     | Los Lobos                                        | 0:44 |
| 18.   | The Sunset Shot                                                                            | Zimmer                                                                           | Zimmer                                           | 0:53 |
| 19.   | Walk Don't Rango                                                                           | - David - John                                                                   | - Los Lobos - Arturo Sandoval                    | 2:47 |
| 20.   | Rango Theme Song                                                                           | - David - John                                                                   | Los Lobos                                        | 3:29 |
| 34:18 |                                                                                            |                                                                                  |                                                  |      |

## Sortie et accueil

### Critique
Le film reçoit des critiques globalement positives. Sur l’agrégateur de critiques Rotten Tomatoes, il obtient 88% d'avis favorables pour 228 critiques et une note moyenne de 7,6⁄10. Le consensus suivant résume les critiques compilées par le site : « Rango est une explosion intelligente et créative de divertissement magnifiquement animé, et Johnny Depp donne une performance vocale colorée en tant qu'animal de compagnie dans un monde inconnu ». Sur Metacritic, qui utilise une moyenne pondérée, le film obtient une note de 75⁄100 pour 35 critiques.
Sur le site AlloCiné, qui recense 27 critiques de presse, le film obtient la note moyenne de 3,4⁄5
.

### Box-office
| Pays ou région     | Box-office        | Date d'arrêt du box-office | Nombre de semaines |
| ------------------ | ----------------- | -------------------------- | ------------------ |
| États-Unis, Canada | 123 477 607 $     | 7 juillet 2011             | 18                 |
| France             | 1 259 125 entrées | -                          | -                  |
| Total mondial      | 245 724 603 $     |                            |                    |

## Distinctions
(en) Récompenses pour Rango sur l’Internet Movie Database

### Récompenses
- Black Film Critics Circle 2011 : meilleur film d'animation
- Oscar du meilleur film d'animation 2012
- BAFTA du meilleur film d'animation 2012

### Nomination
- Golden Globe du meilleur film d'animation 2012

## Clins d’œil
Le film contient de nombreuses références provenant de films, principalement des westerns, dont The Shakiest Gun in the West, Pour une poignée de dollars, Chinatown, Le Bon, la Brute et le Truand, Il était une fois dans l'Ouest, Cat Ballou, Arizona Junior et Las Vegas Parano. L'une des références les plus frappantes est le personnage de l'Esprit de l'Ouest, qui s'inspire d'un des personnages de la Trilogie du dollar, l'Homme sans nom, en reprenant notamment les traits de son interprète, Clint Eastwood. Verbinski cite également El Topo comme étant une influence.